# 天津市泰达医院
天津市泰达医院，又称天津大学泰达医院，始建于1990年，天津经济技术开发区第三大街65号，是由天津经济技术开发区管委会投资兴建的一所三级乙等综合医院。2013年6月，泰达医院与天津医科大学合作，挂牌天津医科大学泰达临床学院。2020年7月，天津大学与滨海新区人民政府合作，在隶属关系不变的情况下天津市泰达医院挂牌天津大学泰达医院。